# Castellcir
Castellcir – gmina w Hiszpanii, w prowincji Barcelona, w Katalonii, o powierzchni 33,96 km². W 2011 roku gmina liczyła 668 mieszkańców. Gmina obejmuje eksklawę na zachód.